# Bassem Hassan Mohammed
Bassem Hassan Mohammed (né le 13 mai 1987) est un cavalier qatarien de saut d'obstacles. Il est le premier qatarien à remporter un Grand Prix du Global Champions Tour.